# Puerto de La Fuenfría
El puerto de la Fuenfría es un paso de montaña que atraviesa la sierra de Guadarrama, uniendo las provincias españolas de Segovia y Madrid. Este puerto de montaña tiene una altitud de 1796 m sobre el nivel del mar y se sitúa entre la sierra de La Mujer Muerta al oeste y Siete Picos al este.

## Descripción

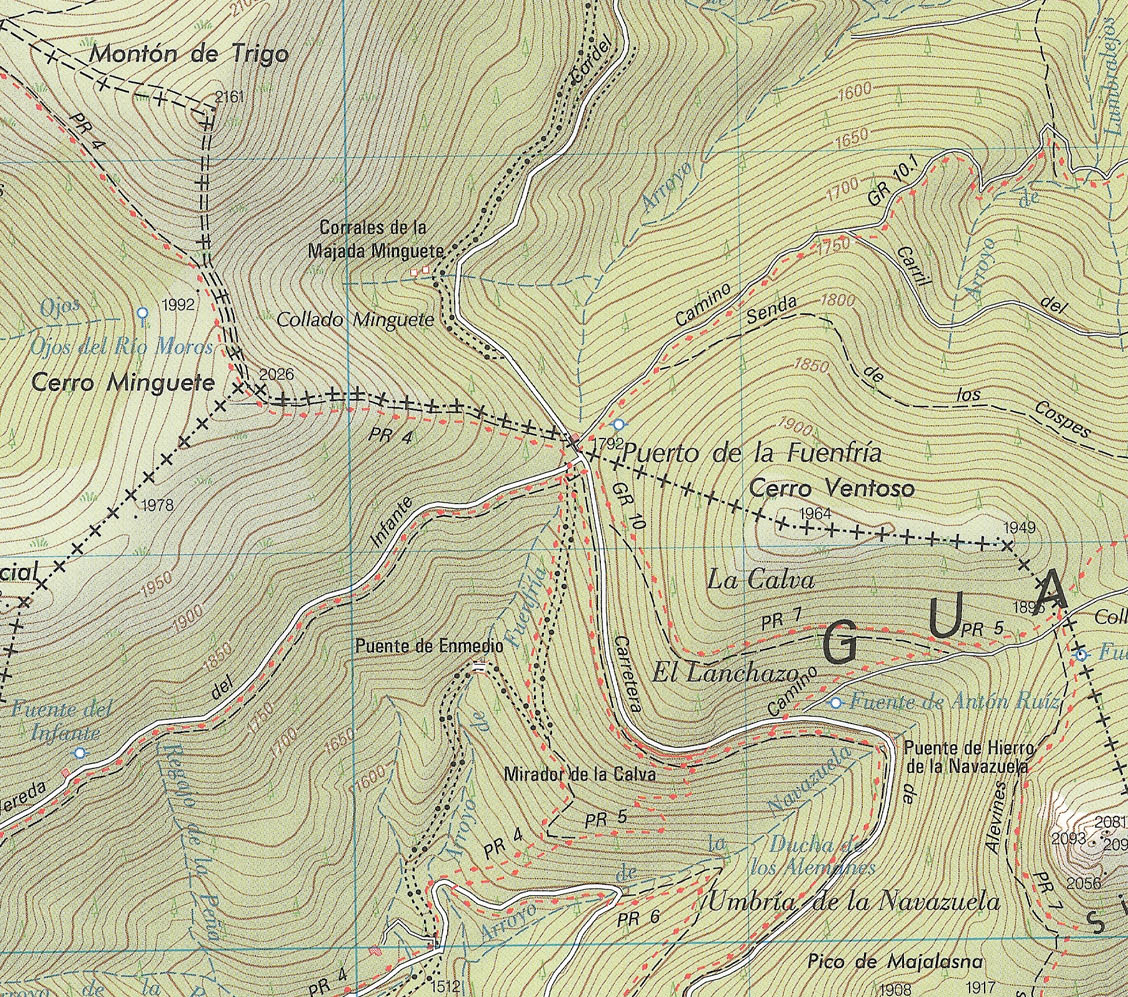
Puerto de la Fuenfría en la hoja 508-I del Mapa Topográfico Nacional. © Instituto Geográfico Nacional.

Ubicado en la sierra de Guadarrama, el paso fue creado para comunicar ambas vertientes de la sierra. El camino va desde Las Dehesas de Cercedilla, en el valle de La Fuenfría (al sur), hasta el puerto y Segovia. Actualmente solo tiene un uso deportivo, y es frecuentado por montañeros. En el puerto se cruzan el camino, la Carretera de la República, el Cordel de Santillana, la pista forestal llamada La Calle Alta y senderos que ascienden a montañas cercanas.
El puerto estaba originalmente a unos cinco metros por encima del actual. Fue socavado alrededor de 1720 para facilitar el paso del camino que se acondicionó durante el reinado de Felipe V para comunicar La Granja con Madrid.
Aparece descrito en el octavo volumen del Diccionario geográfico-estadístico-histórico de España y sus posesiones de Ultramar de Pascual Madoz de la siguiente manera:

FUEN FRÍA (de la): puerto en la prov. y part. jud. de Segovia: es uno de los que se encuentran en la cord. de sierras de Guadarrama, entre los de este nombra y de Navacerrada, y el que se usó por los reyes cuando hacian jornadas al ant. sitio de Valsain y aun á San Ildefonso, hasta que se abrió el espresado de Navacerrada, desde cuyo tiempo quedó abandonado, en el dia solo puede pasarse á caballo y con trabajo, á pesar de ser el camino mas corto para Madrid nadie lo usa, sin duda por lo intransitable y desierto, sirviendo únicamente en verano de paso á los gallegos que van á segar á Castilla la Nueva. Por el lado del N. hay un pinar áspero desde la mitad hasta la cumbre: y por el O. otro hasta el fin, algo mas claro. En la inmediación del camino y por la subida sept. se encuentran los restos de un ant. edificio cuadrado que se dice haber sido de los templarios: se llama Casarás ó Casa harás; su fachada principal mira al S.; la altura de sus paredones cuyos arranques son de piedra silleria, manifiestan haber sido de tres pisos, y parece era punto de descanso para los reyes cuando hacian jornadas al citado Valsain. Como á un tiro de bala de Casarás se ven los escombros de la ermita de Ntra. Sra. de los Remedios; los monteros de S. M. hacian fiesta á esta imagen, que después por el arruinamiento de la 
ermita se trasladó á la parr. del l. de Revenga á cuyo terr. pertenecia: tambien hay vestigios en el mismo lado del N. de haber habido una venta que se llamó de Fuenfria, y una casa de postas inmediata á ella; encontrándose por encima de ambas una fuente de aguas de muy buena calidad y escesivamente fria, de la cual sin duda tomó el puerto su nombre, se conserva un pilón de piedra, pero la cañeria está destruida, y se llama de la Reina, aunque mas generalmente se la distingue con el nombre de Matagallegos.
(Madoz, 1847, p. 203)